# HMS Emerald (1762)
HMS Emerald (1762) — 32-пушечный фрегат 5 ранга Королевского флота. Второй британский корабль, названный Emerald (изумруд).

## Постройка
Строился по чертежам Слейда 1757 года. Среди фрегатов этого типа только часть строились на королевских верфях, остальные у частных подрядчиков. При этом Адмиралтейство стремилось сократить плановый срок с 12 месяцев до 9, но последние строящиеся корабли не укладывались даже в 12, и срок был увеличен до 15 месяцев.
Заказан 23 марта 1761 года. Контракт на постройку заключён 15 апреля 1761 года. Заложен в 13 мая 1761 года. Название присвоено 5 ноября 1761 года. Спущен на воду 8 июня 1762 года на частной верфи Hugh Blaydes в Гулле. Достроен в октябре 1762 года там же.

## Служба

### Семилетняя война
1762 — вступил в строй в мае, капитан Тимоти Эдвардс (англ. Timothy Edwards).
1763 — март, выведен в резерв и рассчитан; немедленно возвращён в строй, капитан Джон Найт англ. John Knight), Флот Канала.

### Межвоенный период
1764−1765 — Шетландские острова.
1766 — капитан Чарльз Дуглас (англ. Charles Douglas); Флот Канала.
1768 — Шетландские острова.
1769 — ушёл в Лапландию для астрономических наблюдений прохождения Венеры.
1770 — капитан Джон Мутрей англ. John Moutray).
1771 — капитан Хью Далримпл англ. Hugh Dalrymple), Шетландские и Оркнейские острова; позже выведен в резерв и рассчитан.
1772 — май-сентябрь, средний ремонт в Ширнесс.

### Война за независимость США
1775 — октябрь, оснащение в Чатеме для заморской службы, по март 1776 года; возвращён в строй в ноябре 1775, капитан Бенджамин Колдуэлл (англ. Benjamin Coldwell).
1776 — 6 мая ушёл в Северную Америку; был при штурме Нью-Йорка; 23 сентября совместно с другими бомбардировал форт Паулус-Хук на р. Гудзон.
1778 — 1 апреля взял континентальный 24-пушечный фрегат Virginia
1779 — выведен в резерв и рассчитан; июнь-август, оснащение и обшивка медью в Чатеме для службы в Канале; возвращён в строй в июле, капитан Самуэль Маршалл (англ. Samuel Marshall), Западная эскадра; сентябрь, с эскадрой Бернетта, Северное море; 31 декабря был в деле Филдинга-Биландта.
1780 — Западная эскадра; 23 апреля взял 20-пушечный корсар La Dunkerquoise.
1781 — был в экспедиции по снабжению осаждённого Гибралтара; 24 августа у Сен-Мало взял 16-пушечный корсар Frederic; 7 сентября взял корсар Comte de la Motte-Picquet.
1782 — капитан Уильям Нелл (англ. William Knell), Северное море (конвои и пр.).
1783 — 22 апреля ушёл в Северную Америку и на Ямайку; сентябрь, выведен в резерв и рассчитан.

### Конец службы
1793 — 2 октября разобран в Дептфорде.